# Hamacantha agassizi
Hamacantha agassizi är en svampdjursart som beskrevs av Topsent 1920. Hamacantha agassizi ingår i släktet Hamacantha och familjen Hamacanthidae.
Artens utbredningsområde är Mexikanska golfen. Inga underarter finns listade i Catalogue of Life.